# Горолево (станція)
Горолево — залізнична станція Жовтневої залізниці на лінії Санкт-Петербург-Балтійський — Лігово — Гатчина-Балтійська, між станцією Лігово і платформою  Скачки. Розташована в селищі Горелово, що знаходиться у складі Красносельського району Санкт-Петербургу.

## Історія
Станція Горелово була відкрита в 1897 році під назвою Горелово-Кар'єр. В 1912 році на ній був побудований вокзал — одноповерхова будівля з мезоніном.

## Опис
На станції є дві берегові платформи. Біля платформи на Санкт-Петербург розташована будівля вокзалу.
Від станції в сторону летовища Горелово відходить під'їзна колія, що обслуговується військовими.

## Пересадки
- Автобусні соціальні маршрути міські № 81
- Автобусні соціальні маршрути приміські № 442, 442А, 458, 458А, 458Б, 462А
- Автобусні комерційні маршрути № К-81, К-105А